# Kroatië op het wereldkampioenschap voetbal 2018
Kroatië is een van de deelnemende landen aan het Wereldkampioenschap voetbal 2018 in Rusland. Het is de vijfde deelname voor het land. Kroatië haalde de finale waar het verloor van Frankrijk en zo de tweede plaats bereikte.

## Kwalificatie

### Kwalificatieduels
|                        |                    |       |                  |                                                          |
| 5 september 2016 20:45 | Kroatië            | 1 − 1 | Turkije          | Maksimirstadion, Zagreb Scheidsrechter: Szymon Marciniak |
| 5 september 2016 20:45 | Rakitić 45' (pen.) |       | 45+4' Çalhanoğlu | Maksimirstadion, Zagreb Scheidsrechter: Szymon Marciniak |

|                      |        |                                                               |         |                                                                                            |
| 6 oktober 2016 20:45 | Kosovo | 0 − 6                                                         | Kroatië | Loro Boriçistadion, Shkodër (Albanië) Toeschouwers: 15.500 Scheidsrechter: David Fernández |
| 6 oktober 2016 20:45 |        | 6', 24', 35' Mandžukić 68' Mitrović 83' Perišić 90+2' Kalinić |         | Loro Boriçistadion, Shkodër (Albanië) Toeschouwers: 15.500 Scheidsrechter: David Fernández |

|                      |         |               |         |                                                                          |
| 9 oktober 2016 18:00 | Finland | 0 − 1         | Kroatië | Ratinastadion, Tampere Toeschouwers: 15.567 Scheidsrechter: Ruddy Buquet |
| 9 oktober 2016 18:00 |         | 18' Mandžukić |         | Ratinastadion, Tampere Toeschouwers: 15.567 Scheidsrechter: Ruddy Buquet |

|                        |                     |       |         |                                                         |
| 12 november 2016 18:00 | Kroatië             | 2 − 0 | IJsland | Maksimirstadion, Zagreb Scheidsrechter: Gianluca Rocchi |
| 12 november 2016 18:00 | Brozović 15', 90+1' |       |         | Maksimirstadion, Zagreb Scheidsrechter: Gianluca Rocchi |

|                     |             |       |          |                                                                                  |
| 24 maart 2017 20:45 | Kroatië     | 1 − 0 | Oekraïne | Maksimirstadion, Zagreb Toeschouwers: 27.351 Scheidsrechter: Antonio Mateu Lahoz |
| 24 maart 2017 20:45 | Kalinić 38' |       |          | Maksimirstadion, Zagreb Toeschouwers: 27.351 Scheidsrechter: Antonio Mateu Lahoz |

|                    |               |       |         |                                                                                          |
| 11 juni 2017 20:45 | IJsland       | 1 − 0 | Kroatië | Laugardalsvöllur, Reykjavik Toeschouwers: 9.775 Scheidsrechter: Alberto Undiano Mallenco |
| 11 juni 2017 20:45 | Magnússon 90' |       |         | Laugardalsvöllur, Reykjavik Toeschouwers: 9.775 Scheidsrechter: Alberto Undiano Mallenco |

|                        |          |       |        |                                                                                |
| 2 september 2017 18:00 | Kroatië  | 1 − 0 | Kosovo | Maksimirstadion, Zagreb Toeschouwers: 6.838 Scheidsrechter: Stefan Johannesson |
| 2 september 2017 18:00 | Vida 74' |       |        | Maksimirstadion, Zagreb Toeschouwers: 6.838 Scheidsrechter: Stefan Johannesson |

|                        |           |       |         |                                                                                        |
| 5 september 2017 20:45 | Turkije   | 1 − 0 | Kroatië | Eskişehir Atatürkstadion, Eskişehir Toeschouwers: 33.000 Scheidsrechter: Viktor Kassai |
| 5 september 2017 20:45 | Tosun 75' |       |         | Eskişehir Atatürkstadion, Eskişehir Toeschouwers: 33.000 Scheidsrechter: Viktor Kassai |

|                      |               |       |           |                                                                                  |
| 6 oktober 2017 20:45 | Kroatië       | 1 − 1 | Finland   | Stadion Gradski vrt, Osijek Toeschouwers: 7.578 Scheidsrechter: Daniel Stefański |
| 6 oktober 2017 20:45 | Mandžukić 57' |       | 90' Soiri | Stadion Gradski vrt, Osijek Toeschouwers: 7.578 Scheidsrechter: Daniel Stefański |

|                      |          |                   |         |                                                                        |
| 9 oktober 2017 20:45 | Oekraïne | 0 − 2             | Kroatië | NSK Olimpiejsky, Kiev Toeschouwers: 60.200 Scheidsrechter: Felix Brych |
| 9 oktober 2017 20:45 |          | 63', 71' Kramarić |         | NSK Olimpiejsky, Kiev Toeschouwers: 60.200 Scheidsrechter: Felix Brych |

### Eindstand Groep I
| Pos. | Land     | GW | W | G | V | DV | DT | DS  | Ptn |
| ---- | -------- | -- | - | - | - | -- | -- | --- | --- |
| 1    | IJsland  | 10 | 7 | 1 | 2 | 16 | 7  | +9  | 22  |
| 2    | Kroatië  | 10 | 6 | 2 | 2 | 15 | 4  | +11 | 20  |
| 3    | Oekraïne | 10 | 5 | 2 | 3 | 13 | 9  | +4  | 17  |
| 4    | Turkije  | 10 | 4 | 3 | 3 | 14 | 13 | +1  | 15  |
| 5    | Finland  | 10 | 2 | 3 | 5 | 9  | 13 | –4  | 9   |
| 6    | Kosovo   | 10 | 0 | 1 | 9 | 3  | 24 | –21 | 1   |

### Play-offs
|                                                  |                                                           |       |                      |                                                                              |
| 9 november 2017 «onderlinge duels» 20:45 (UTC+1) | Kroatië                                                   | 4 − 1 | Griekenland          | Maksimirstadion, Zagreb Toeschouwers: 30.013 Scheidsrechter: Gianluca Rocchi |
| 9 november 2017 «onderlinge duels» 20:45 (UTC+1) | Modrić 13' (pen.) N. Kalinić 19' Perišić 33' Kramarić 49' |       | 30' Papastathopoulos | Maksimirstadion, Zagreb Toeschouwers: 30.013 Scheidsrechter: Gianluca Rocchi |

|                                                   |             |       |         |                                                                                                  |
| 12 november 2017 «onderlinge duels» 20:45 (UTC+1) | Griekenland | 0 − 0 | Kroatië | Georgios Karaiskákisstadion, Piraeus (Athene) Toeschouwers: 18.667 Scheidsrechter: Björn Kuipers |
| 12 november 2017 «onderlinge duels» 20:45 (UTC+1) |             |       |         | Georgios Karaiskákisstadion, Piraeus (Athene) Toeschouwers: 18.667 Scheidsrechter: Björn Kuipers |

## WK-voorbereiding

### Wedstrijden
|                                                |                         |       |         |                                                                           |
| 24 maart 2018 «onderlinge duels» 01:00 (UTC+1) | Peru                    | 2 – 0 | Kroatië | Hard Rock Stadium, Miami (Verenigde Staten) Scheidsrechter: Ismail Elfath |
| 24 maart 2018 «onderlinge duels» 01:00 (UTC+1) | Carrillo 12' Flores 48' |       |         | Hard Rock Stadium, Miami (Verenigde Staten) Scheidsrechter: Ismail Elfath |

|                                                |        |                    |         | |
| 28 maart 2018 «onderlinge duels» 04:00 (UTC+2) | Mexico | 0 – 1              | Kroatië | AT&T Stadium, Dallas (Verenigde Staten) Toeschouwers: 79.128 Scheidsrechter: Mario Alberto Escobar |
| 28 maart 2018 «onderlinge duels» 04:00 (UTC+2) |        | 62' (pen.) Rakitić |         | AT&T Stadium, Dallas (Verenigde Staten) Toeschouwers: 79.128 Scheidsrechter: Mario Alberto Escobar |

|                                              |         |                          |          |                                                              |
| 3 juni 2018 «onderlinge duels» 16:00 (UTC+2) | Kroatië | 0 – 2                    | Brazilië | Anfield, Liverpool (Engeland) Scheidsrechter: Michael Oliver |
| 3 juni 2018 «onderlinge duels» 16:00 (UTC+2) |         | 69' Neymar 90+4' Firmino |          | Anfield, Liverpool (Engeland) Scheidsrechter: Michael Oliver |

|                                              |                          |       |          |                                                                              |
| 8 juni 2018 «onderlinge duels» 18:00 (UTC+2) | Kroatië                  | 2 – 1 | Senegal  | Stadion Gradski vrt, Osijek Toeschouwers: 15.998 Scheidsrechter: Ádám Farkas |
| 8 juni 2018 «onderlinge duels» 18:00 (UTC+2) | Perišić 63' Kramarić 78' |       | 48' Sarr | Stadion Gradski vrt, Osijek Toeschouwers: 15.998 Scheidsrechter: Ádám Farkas |

## Het wereldkampioenschap
Op 1 december 2017 werd er geloot voor de groepsfase van het Wereldkampioenschap voetbal 2018. Kroatië werd samen met Argentinië, IJsland en Nigeria ondergebracht in groep D, en kreeg daardoor Kaliningrad, Nizjni Novgorod en Rostov aan de Don als speelsteden.

### Wedstrijden

#### Groepsfase
| Nr. | Land       | GW | W | G | V | DV | DT | DS | Ptn |
| --- | ---------- | -- | - | - | - | -- | -- | -- | --- |
| 1   | Kroatië    | 3  | 3 | 0 | 0 | 7  | 1  | +6 | 9   |
| 2   | Argentinië | 3  | 1 | 1 | 1 | 3  | 5  | −2 | 4   |
| 3   | Nigeria    | 3  | 1 | 0 | 2 | 3  | 4  | −1 | 3   |
| 4   | IJsland    | 3  | 0 | 1 | 2 | 2  | 5  | −3 | 1   |

|                                               |                                    |       |         |                                                                              |
| 16 juni 2018 «onderlinge duels» 21:00 (UTC+2) | Kroatië                            | 2 – 0 | Nigeria | Arena Baltika, Kaliningrad Toeschouwers: 31.136 Scheidsrechter: Sandro Ricci |
| 16 juni 2018 «onderlinge duels» 21:00 (UTC+2) | Etebo 32' (e.d.) Modrić 71' (pen.) |       |         | Arena Baltika, Kaliningrad Toeschouwers: 31.136 Scheidsrechter: Sandro Ricci |

|                                               |            |                                    |         |                                                                                       |
| 21 juni 2018 «onderlinge duels» 21:00 (UTC+3) | Argentinië | 0 – 3                              | Kroatië | Strelka Stadium, Nizjni Novgorod Toeschouwers: 43.319 Scheidsrechter: Ravshan Irmatov |
| 21 juni 2018 «onderlinge duels» 21:00 (UTC+3) |            | 53' Rebić 80' Modrić 90+1' Rakitić |         | Strelka Stadium, Nizjni Novgorod Toeschouwers: 43.319 Scheidsrechter: Ravshan Irmatov |

|                                               |                             |       |                        |                                                                                          |
| 26 juni 2018 «onderlinge duels» 21:00 (UTC+3) | IJsland                     | 1 – 2 | Kroatië                | Rostov Arena, Rostov aan de Don Toeschouwers: 43.472 Scheidsrechter: Antonio Mateu Lahoz |
| 26 juni 2018 «onderlinge duels» 21:00 (UTC+3) | Gylfi Sigurðsson 76' (pen.) |       | 53' Badelj 90' Perišić | Rostov Arena, Rostov aan de Don Toeschouwers: 43.472 Scheidsrechter: Antonio Mateu Lahoz |

#### Achtste finale
|                                              |                                        |              |                                               |                                                                                    |
| 1 juli 2018 «onderlinge duels» 21:00 (UTC+3) | Kroatië                                | 1 – 1 (n.v.) | Denemarken                                    | Strelkastadion, Nizjni Novgorod Toeschouwers: 40.851 Scheidsrechter: Néstor Pitana |
| 1 juli 2018 «onderlinge duels» 21:00 (UTC+3) | Mandžukić 4'                           |              | 1' M. Jørgensen                               | Strelkastadion, Nizjni Novgorod Toeschouwers: 40.851 Scheidsrechter: Néstor Pitana |
| 1 juli 2018 «onderlinge duels» 21:00 (UTC+3) | Strafschoppen                          |              |                                               | Strelkastadion, Nizjni Novgorod Toeschouwers: 40.851 Scheidsrechter: Néstor Pitana |
| 1 juli 2018 «onderlinge duels» 21:00 (UTC+3) | Badelj Kramarić Modrić Pivarić Rakitić | 3 – 2        | Eriksen Kjaer Krohn-Dehli Schöne N. Jørgensen | Strelkastadion, Nizjni Novgorod Toeschouwers: 40.851 Scheidsrechter: Néstor Pitana |

#### Kwartfinale
|                           |                                                  |              |                                      |                                                                                   |
| 7 juli 2018 21:00 (UTC+3) | Rusland                                          | 2 – 2 (n.v.) | Kroatië                              | Olympisch Stadion Fisjt, Sotsji Toeschouwers: 44.287 Scheidsrechter: Sandro Ricci |
| 7 juli 2018 21:00 (UTC+3) | Tsjerysjev 31' Fernandes 115'                    |              | 39' Kramarić 101' Vida               | Olympisch Stadion Fisjt, Sotsji Toeschouwers: 44.287 Scheidsrechter: Sandro Ricci |
| 7 juli 2018 21:00 (UTC+3) | Strafschoppen                                    |              |                                      | Olympisch Stadion Fisjt, Sotsji Toeschouwers: 44.287 Scheidsrechter: Sandro Ricci |
| 7 juli 2018 21:00 (UTC+3) | Smolov Dzagojev Fernandes Ignasjevitsj Koezjajev | 3 – 4        | Brozović Kovačić Modrić Vida Rakitić | Olympisch Stadion Fisjt, Sotsji Toeschouwers: 44.287 Scheidsrechter: Sandro Ricci |

#### Halve finale
|                                               |                            |              |             |                                                                                       |
| 11 juli 2018 «onderlinge duels» 21:00 (UTC+3) | Kroatië                    | 2 – 1 (n.v.) | Engeland    | Olympisch Stadion Loezjniki, Moskou Toeschouwers: 78.011 Scheidsrechter: Cüneyt Çakir |
| 11 juli 2018 «onderlinge duels» 21:00 (UTC+3) | Perišić 68' Mandžukić 109' |              | 5' Trippier | Olympisch Stadion Loezjniki, Moskou Toeschouwers: 78.011 Scheidsrechter: Cüneyt Çakir |

#### Finale
|                                               |                                                                |       |                           |                                                                                        |
| 15 juli 2018 «onderlinge duels» 18:00 (UTC+3) | Frankrijk                                                      | 4 – 2 | Kroatië                   | Olympisch Stadion Loezjniki, Moskou Toeschouwers: 78.011 Scheidsrechter: Néstor Pitana |
| 15 juli 2018 «onderlinge duels» 18:00 (UTC+3) | Mandžukić 18' (e.d.) Griezmann 38' (pen.) Pogba 59' Mbappé 65' |       | 28' Perišić 69' Mandžukić | Olympisch Stadion Loezjniki, Moskou Toeschouwers: 78.011 Scheidsrechter: Néstor Pitana |

HNS · A-internationals · Selecties · Bondscoaches · Statistieken · Kroatisch vrouwenelftal · Olympisch elftal · Kroatië U21 · Kroatië U20 · Kroatië U19 · Kroatië U18 · Kroatië U17 · Kroatië U16
1940 – 1956 ·
1990 – 1999 ·
2000 – 2009 ·
2010 – 2019 ·
2020 − 2029
EK's: 1996 · 
2000 · 
2004 · 
2008 · 
2012 · 
2016 · 
2020 · 
2024
WK's: 1998 · 
2002 · 
2006 · 
2010 · 
2014 · 
2018 · 
2022
1940 · 
1941 · 
1942 · 
1943 · 
1944 · 
1945–1955 · 
1956 · 
1957–1989 · 
1990 · 
1991 · 
1992 · 
1993 · 
1994 · 
1995 · 
1996 · 
1997 · 
1998 · 
1999 · 
2000 · 
2001 · 
2002 · 
2003 · 
2004 · 
2005 · 
2006 · 
2007 · 
2008 · 
2009 · 
2010 · 
2011 · 
2012 · 
2013 ·  
2014 · 
2015 · 
2016 · 
2017 · 
2018 ·
2019 ·
2020 ·
2021 ·
2022 ·
2023
Albanië ·
Andorra ·
Argentinië ·
Armenië ·
Australië ·
Azerbeidzjan · 
België ·
Bosnië en Herzegovina ·
Brazilië ·
Bulgarije ·
Canada ·
Chili ·
China ·
Cyprus ·
Denemarken ·
Duitsland ·
Ecuador ·
Egypte ·
Engeland ·
Estland ·
Finland ·
Frankrijk ·
Georgië ·
Gibraltar ·
Griekenland ·
Hongarije ·
Hongkong ·
Ierland ·
IJsland ·
Indonesië ·
Iran ·
Israël ·
Italië ·
Jamaica ·
Japan ·
Joegoslavië ·
Jordanië ·
Kameroen · 
Kazachstan ·
Kosovo ·
Letland ·
Litouwen ·
Liechtenstein ·
Mali ·
Malta ·
Marokko · 
Mexico ·
Moldavië ·
Nederland ·
Nigeria ·
Noord-Ierland ·
Noord-Macedonië ·
Noorwegen ·
Oekraïne ·
Oostenrijk ·
Peru ·
Polen ·
Portugal ·
Qatar ·
Roemenië ·
Rusland ·
San Marino ·
Saoedi-Arabië ·
Schotland ·
Senegal · 
Servië · 
Slovenië ·
Slowakije ·
Spanje ·
Tsjechië ·
Tunesië ·
Turkije ·
Wales ·
Wit-Rusland ·
Zuid-Korea ·
Zweden ·
Zwitserland
Argentinië (2018) ·
Argentinië (2022) ·
Australië (2006) ·
België (2022) ·
Brazilië (2006) ·
Brazilië (2014) ·
Brazilië (2022) ·
Denemarken (2018) ·
Duitsland (2008) ·
Engeland (2018) ·
Engeland (2021) ·
Frankrijk (2018) ·
Ierland (2012) ·
IJsland (2018) ·
Italië (2012) ·
Japan (2006) ·
Kameroen (2014) ·
Marokko (2022, 1) ·
Marokko (2022, 2) ·
Mexico (2014) ·
Nigeria (2018) ·
Oostenrijk (2008) ·
Polen (2008) ·
Rusland (2018) ·
Schotland (2021) ·
Spanje (2012) ·
Spanje (2021) ·
Tsjechië (2016) ·
Tsjechië (2021) ·
Turkije (2008) ·
Turkije (2016)